# Haltepunkt Bad Schönborn-Kronau
Der Haltepunkt Bad Schönborn-Kronau ist neben dem Bahnhof Bad Schönborn Süd eine von zwei Bahnstationen in der baden-württembergischen Gemeinde Bad Schönborn im Landkreis Karlsruhe. Er bindet neben dem Bad Schönborner Ortsteil Bad Mingolsheim die Gemeinde Kronau an den überregionalen Schienenverkehr an. Der Bahnhof befindet sich im Gebiet des  Karlsruher Verkehrsverbundes (KVV) und ist auf der Strecke Richtung Karlsruhe der letzte, der noch zum Tarif des Verkehrsverbund Rhein-Neckar (VRN) erreichbar ist. Seit Dezember 2003 ist er Halt der Linien S3 und S4 der S-Bahn RheinNeckar.

## Geschichte
Die Eisenbahnstrecke Heidelberg–Bruchsal–Karlsruhe (Baden-Kurpfalz-Bahn) wurde am 10. April 1843 dem Verkehr übergeben, zunächst auf 1600 mm Breitspur. In Langenbrücken, dem Nachbarort von Mingolsheim, wurde gleichzeitig eine Bahnstation errichtet (heutiger Name: Bad Schönborn Süd). Wenige Jahre später wurde die Strecke zweigleisig ausgebaut.
Da Badens Breitspur mit den Spurweiten seiner Nachbarländer inkompatibel war, befürchtete man nunmehr den Verlust des lukrativen Transitverkehrs. Deshalb wurden die badischen Strecken bereits im Jahr 1854 innerhalb von nur vier Monaten auf Normalspur (1435 mm) umgespurt.
Die Gemeinden Mingolsheim und Kronau bemühten sich gemeinsam um eine Bahnstation, hatten aber erst 1874/1875 mit ihren Bemühungen Erfolg. Die Station wurde 1875 eingeweiht und erhielt den Namen „Mingolsheim“. 1906 erfolgte die erste Eingabe der Gemeinde Kronau, dem Bahnhof den Namen „Kronau“ zu geben. Erst 1920 wurde die Station in „Mingolsheim-Kronau“ umbenannt. Als am 1. Januar 1971 im Zuge der baden-württembergischen Gemeindereform Mingolsheim und Langenbrücken in die neu entstandene Gemeinde Bad Schönborn eingemeindet wurden, erhielt der Bahnhof den Namen Bad Schönborn-Kronau.
2003 erfolgte im Zuge der Integration der Rheintalbahn von Mannheim bis Karlsruhe in das Netz der S-Bahn RheinNeckar der behindertengerechte Ausbau der Bahnsteige. Die Eröffnung der S-Bahn fand zum turnusgemäßen Fahrplanwechsel 2003/2004 am 14. Dezember 2003 statt, in deren System der Bahnhof seither integriert ist.
Am 2. Dezember 2009 wurden die Fahrkartenautomaten am Bahnhof Bad Schönborn-Kronau ausgetauscht. Bei der Montage der Geräte wurde der Einfall der Sonnenstrahlen berücksichtigt, so dass die Spiegelung auf den Bildschirmen seitdem ausgeschlossen ist.

## Ausstattung
Der Haltepunkt Bad Schönborn-Kronau besitzt zwei Gleise an einem Hausbahnsteig und einem Seitenbahnsteig. Züge in Richtung Heidelberg halten auf Gleis 1, Züge Richtung Bruchsal/Karlsruhe auf Gleis 2.
Des Weiteren verfügt der Haltepunkt über Parkplätze, Fahrrad-Stellplätze, eine Anbindung an den  öffentlichen Personennahverkehr (ÖPNV) mit Bussen sowie einen stufenfreien Zugang zu den Bahnsteigen.

## Bedienung
In Bad Schönborn-Kronau halten ausschließlich Züge des Regionalverkehrs. Hier hält heute (2023) der Regional-Express der Linie 73 in einem Stundentakt und bindet die Städte Karlsruhe, Bruchsal und Heidelberg mit einer Expressverbindung zusammen. In den Tagesrandzeiten verkehren die RE-Züge weiter bis Mannheim. Der Bahnhof ist außerdem in das Netz der S-Bahn RheinNeckar integriert. Die Linien S3 und S4 stellen halbstündliche Verbindungen in Richtung Heidelberg/Mannheim sowie Bruchsal/Karlsruhe her und bedienen die durch den RE nicht bediente Zwischenhalte (Ausnahme Bruchsal – KA-Durlach).
| Zuggattung | Streckenverlauf | Taktfrequenz            |
| ---------- | --- | ----------------------- |
| RE 73      | (Mannheim –) Heidelberg – Wiesloch-Walldorf – Bad Schönborn-Kronau – Bruchsal – Karlsruhe | 60 min                  |
| S 3        | Germersheim – Lingenfeld – Heiligenstein (Pfalz) – Berghausen (Pfalz) – Speyer Hbf – Speyer Nord-West – Schifferstadt Süd – Schifferstadt – Limburgerhof – (Ludwigshafen-Rheingönheim – Ludwigshafen-Mundenheim –) (stündlich) Ludwigshafen (Rhein) Hbf – Ludwigshafen (Rhein) Mitte – Mannheim Hbf – (Mannheim ARENA/Maimarkt – Mannheim-Seckenheim –) (stündlich) Mannheim-Friedrichsfeld Süd – Heidelberg-Pfaffengrund/Wieblingen – Heidelberg Hbf – Heidelberg-Kirchheim/Rohrbach – St Ilgen-Sandhausen – Wiesloch-Walldorf – Rot-Malsch – Bad Schönborn-Kronau – Bad Schönborn Süd – Stettfeld-Weiher – Ubstadt-Weiher – Bruchsal – (Bruchsal Bildungszentrum – Untergrombach – Weingarten (Baden) –) (einzelne Züge) Karlsruhe-Durlach – Karlsruhe Hbf Stand: Fahrplanwechsel Dezember 2021 | 30/60 min               |
| S 4        | Germersheim – Lingenfeld – Heiligenstein (Pfalz) – Berghausen (Pfalz) – Speyer Hbf – Speyer Nord-West – Schifferstadt Süd – Schifferstadt – Limburgerhof – Ludwigshafen-Rheingönheim – Ludwigshafen-Mundenheim – Ludwigshafen (Rhein) Hbf – Ludwigshafen (Rhein) Mitte – Mannheim Hbf – Mannheim ARENA/Maimarkt – Mannheim-Seckenheim – Mannheim-Friedrichsfeld Süd – Heidelberg-Pfaffengrund/Wieblingen – Heidelberg Hbf – Heidelberg-Kirchheim/Rohrbach – St Ilgen-Sandhausen – Wiesloch-Walldorf – Rot-Malsch – Bad Schönborn-Kronau – Bad Schönborn Süd – Stettfeld-Weiher – Ubstadt-Weiher – Bruchsal Stand: Fahrplanwechsel Dezember 2021 | 60 min (morgens/abends) |

## Tarife
Der Haltepunkt Bad Schönborn-Kronau gehört zum Tarifgebiet des Karlsruher Verkehrsverbundes (KVV). Da die Tarifgrenze zum Verkehrsverbund Rhein-Neckar (VRN) nördlich der Gemeinde Bad Schönborn verläuft, gehört sie zum Übergangsgebiet dieses Verkehrsverbundes. Daher bildet der Bahnhof Bad Schönborn-Kronau die Grenze zwischen den beiden Verkehrsverbünden. Je nach Reiserichtung können daher die Angebote des jeweiligen Verkehrsverbundes genutzt werden.

## Planungen
Im Zuge der geplanten Ortsumgehung von Bad Schönborn sind an der Rheintalbahn Lärmschutzmaßnahmen in Planung, welche zum Teil bereits ausgeführt wurden.
An dem Haltepunkt sollen die Bahnsteige um 70 m verlängert werden, damit dort in Zukunft auch Züge in Dreifach-Traktion halten können.